# عماد الدين (شارع)
شارع عماد الدين هو شارع رئيسي يقع في منطقة وسط القاهرة، يبلغ طوله 2.5 كم، شماله شارع رمسيس و جنوبه في منطقة عابدين ويستمر من خلال ميدان الأزبكية وميدان مصطفى كامل. ويسمى الجزء الجنوبى من الشارع محمد فريد على اسم الكاتب المشهور المدافع عن الاستقلال والذي توفي سنة 1919. كمان سمي ميدان سوارس القديم أحد ميادين الشارع باسم ميدان مصطفى كامل .وجميع الشوارع المحيطة بشارع عماد الدين مسماة بأسماء الفنانين، فهناك شارع نجيب الريحاني، وشارع زكريا أحمد، وشارع علي الكسار، وشارع سيد درويش.
يشتهر الشارع بأنه شارع الفن في وسط البلد في القاهره ويعتبر برودواى مصر أو حي «وست إند» في لندن، أو حي «البوليفار» في باريس.

## التسمية
عماد الدين هو اسم لشيخ له ضريح بالقرب من تقاطع الشارع مع شارع الشيخ ريحان، وعليه كتابة تسجل تاريخ 1661 ميلادية.

## معالم الشارع

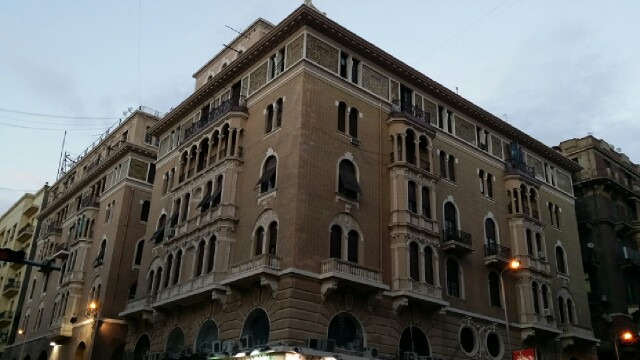

من أهم ما يميز شارع عماد الدين بناياته القديمة، وطرزه المعمارية التي انقرضت والتي تعود بالسائر جوارها إلى أزمنة مضت ولن تعود، ويعود بناء بعض هذه البنايات إلى الخديو عباس حلمي الثاني، والذي أنشأ ما سماه عمارات الخديوية، على الطراز المعماري الإيطالي، واستخدم الرخام فيها في الأعمدة والسلالم، ولكن بعد عزل الخديو عباس (عام 1914) آلت هذه العمارات إلى أجنبي اسمه سيتون، ثم تم تأميمها أوائل الستينيات، لتصبح مقرا للعديد من الشركات المصرية .
وعلى الرغم من أن الفن والفنانين قد انتقلوا من شارع عماد الدين، إلا أنه بقيت بعض السينمات والمسارح على جانبي الشارع، فهناك سينما بيجال، وسينما كوزموس، وسينما كايرو، وهناك أيضا مسرح الريحاني.

## شارع الفن
في بداية القرن العشرين ومع بزوغ جذوة النهضة الفنية تركز النشاط الفني كله حول شارع عماد الدين، فأنشئت التياتروهات والسينمات والمقاهي، وكانت الأوبرا القديمة في ميدان الأوبرا بالقرب من الشارع، وشيئا فشيئا انتشرت المسارح والسينمات والمقاهي ودور الغناء والطرب، وفي مقدمتها مسرح الماجستيك الذي كان يمثل عليه علي الكسار، وعلى غير بعيد منه كان هناك مسرح منافسه نجيب الريحاني.

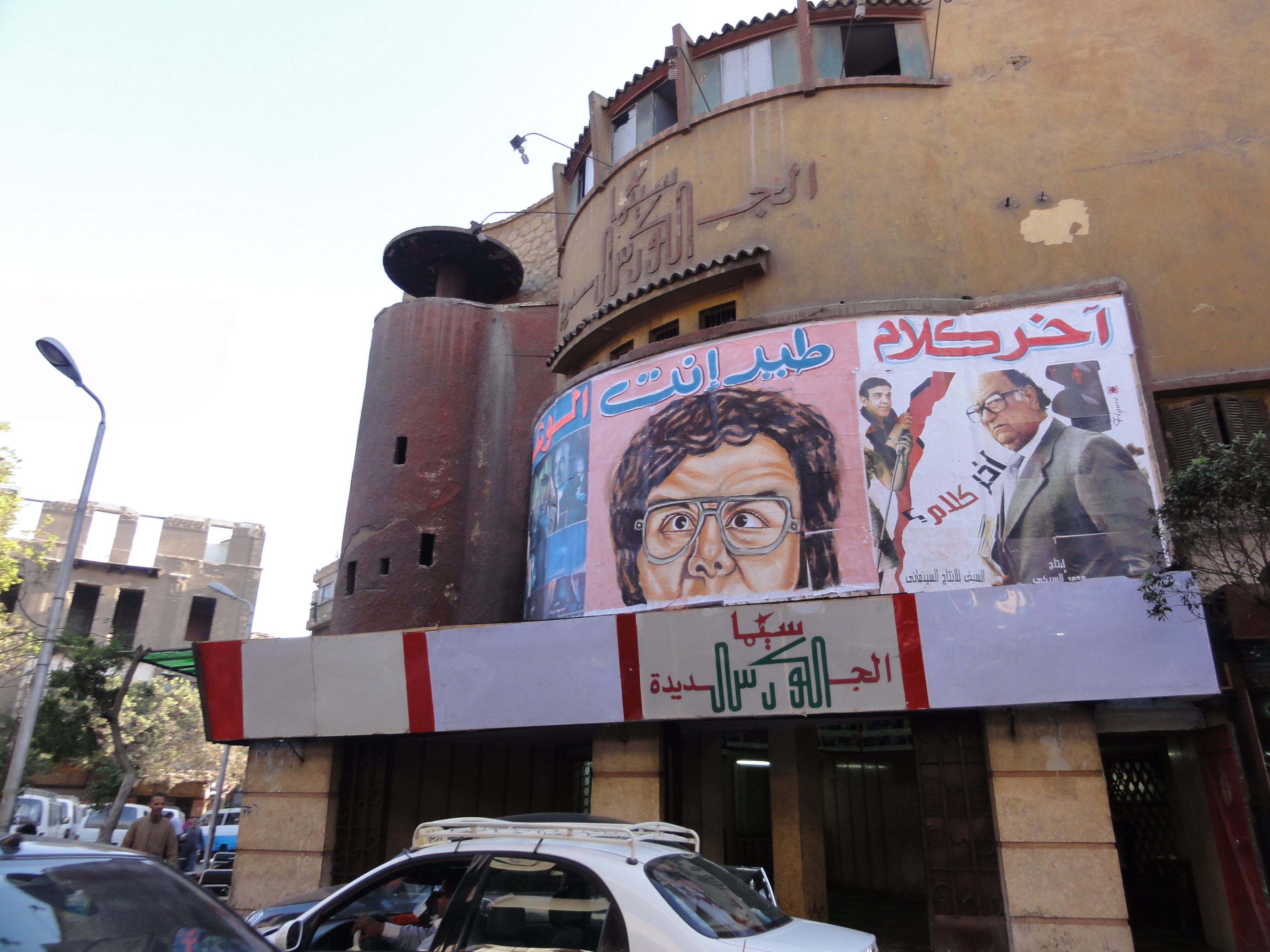
سينما الكورسال

كان يوجد بشارع عماد الدين عدد 15 مسرحا . وعدد 11 دور سينما . وكانت معظم هذه المسارح والسينمات تتغير أحيانا فيما بينها في المسمي مثلا كانت تبدأ بكباريه أو صاله وتتحول لسينما أو مسرح أو العكس . ومن أمثله المسارح والسينمات التي كانت في زمانها وغير موجوده الآن ومنها مازال موجود حتي الآن بشارع عماد الدين :-
- مسرح الريحاني
- مسرح مصربالاس
- مسرح محمد فريد
- مسرح ومركز الحاروقي الثقافي
- مسرح الكوزمو
- مسرح أوبرا الفنانه ملك
- مسرح متروبول
- مسرح الرينسانس
- مسرح برنتانيا 1929-1930 لبديعة مصابني
- مسرح الكورسال القديم
- مسرح البيجو بالاس
- مسرح عباس
- مسرح الإجيبسيانه
- مسرح وكازينو دي باري
- مسرح الهمبرا
- مسرح الماجستيك

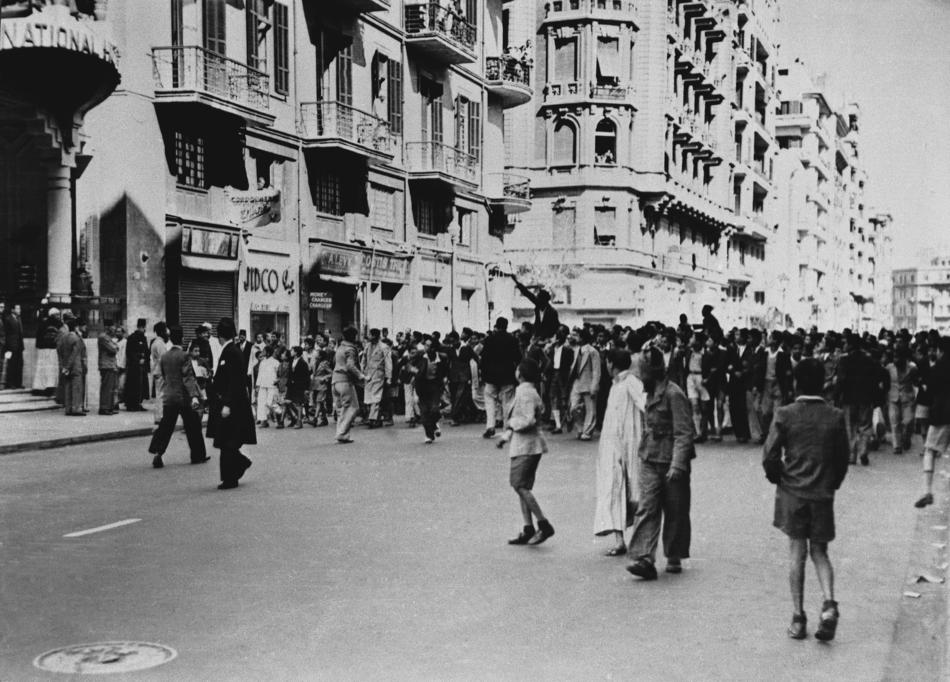
مظاهرات بالشارع في عام 1952 بعد حريق القاهرة

وفي يناير عام 1952 شب حريق القاهرة الشهير حيث إندلعت النيران في شارع عماد الدين وأتت علي بعض من دور العرض السينما والمسرح والبنايات الرائعه الفريده من نوعها.